# День учителя
День учи́теля — профессиональный праздник работников сферы школьного образования.

## Даты в разных странах мира
- Азербайджан,  Армения,  Бангладеш,  Великобритания,  Германия,  Казахстан[1],  Камерун,  Канада,  Катар,  Кувейт,  Литва,  Маврикий,  Мальдивы,  Мьянма,  Нидерланды,  ОАЭ,  Пакистан,  Россия[2],  Румыния,  Северная Македония,  Филиппины,  Эстония: День учителя отмечается 5 октября, вместе со Всемирным днём учителей, установленным ЮНЕСКО[3].
- СССР,  Беларусь,  Кыргызстан,  Латвия,  Украина: День учителя был учреждён указом Президиума Верховного Совета СССР от 29 сентября 1965 года (и подтверждён указом Президиума Верховного Совета СССР от 1 октября 1980 года «О праздничных и памятных датах»). Отмечался в первое воскресенье октября. В Белоруссии, Кыргызстане, Латвии и
- Алжир,  Египет,  Иордания,  Йемен,  Ливия,  Марокко,  Саудовская Аравия,  Тунис: День учителя — 28 февраля[3].
- Австралия: День учителя — в последнюю пятницу октября[4]. В этом году приходится на 31 октября, в следующем на 30 октября.
- Албания: День учителя — 7 марта[3].
- Аргентина: День учителя (исп. Día del Maestro) — 11 сентября, в память о Доминго Сармьенто[5].
- Бразилия: День учителя (порт. Dia do Professor) — 15 октября.
- Вьетнам: День учителя — 20 ноября[3].
- Греция: День учителя — 30 января[3].
- Индия: День учителя — 5 сентября[3][6].
- Индонезия: День учителя — 25 ноября[3].
- Иран: День учителя — 2 мая.
- Испания: День учителя — 27 ноября[3].
- Китай: День учителя — 10 сентября (с 1985 года)[7].
- Китайская Республика (Тайвань): День учителя — 28 сентября, в предполагаемый день рождения Конфуция.
- Республика Корея: День учителя — 15 мая[3].
- Мексика: День учителя — 15 мая[3].
- Оман: День учителя — 24 февраля[3].
- Польша: День учителя — 14 октября[3].
- Сингапур: День учителя — в первую пятницу сентября[3].
- Словакия: День учителя — 28 марта[3].
- США: Национальный день учителя — во вторник первой полной недели мая[3].
- Таиланд: День учителя — 16 января[3].
- Турция: День учителя — 24 ноября[3].
- Узбекистан: День учителей и наставников — 1 октября, выходной день.